# 토드 홀란드
토드 홀랜드(Todd Holland, 1961년 12월 13일 ~ )는 에미상을 세 번 수상한 미국의 영화인이다.

## 생애
1961년 미국 펜실베이니아주 키태닝에서 태어났으며 미드빌에서 자랐다. 미드빌 에어리어 고등학교를 우등생으로 졸업했으며 고등학교에 있는 동안 몇몇 영화들을 직접 패러디 제작하기도 했다.
고등학교를 졸업한 뒤에는 《말콤네 좀 말려줘》(2000-04)를 연출하고 공동 제작했으며 브라이언 풀러와 함께 《원더폴스》(Wonderfalls, 2004)를 만들기도 했다. 또한 영화 《킬조이》(Killoy, 1998), 《전자 오락의 마법사》(1989), 《파이어하우스 독》(2007) 등의 감독을 맡았으며 《트윈 픽스》(1990-91)와 《더 래리 샌더스 쇼》(The Larry Sanders Show, 1992-98)의 여러 화를 연출하였다.